# Etsong Vehicle Manufacturing
Etsong (Qingdao) Vehicle Manufacturing Co. Ltd. (颐中) era un antiguo fabricante de vehículos con sede en Qingdao, China. Construyeron versiones locales del Austin Maestro y el Montego con motores Toyota. Etsong pasó a manos de First Automobile Works en 2003, que siguió construyendo el Maestro/Montego en pequeñas cantidades. La empresa fue absorbida por SAIC-GM-Wuling en junio de 2005, para producir minivehículos SGMW.

## Historia
MG Rover vendió las herramientas y los derechos de propiedad intelectual de Austin Maestro y Montego a RDS International Engineering, quien luego se los vendió a Etsong. Etsong comenzó construyendo una fábrica para esta nueva empresa en marzo de 1998. Los primeros automóviles fueron camionetas Maestro, ensambladas a fines de 2000. Para 2001, el hatchback Maestro también había entrado en producción. Dado que Etsong no era un fabricante de automóviles con licencia, los automóviles tenían códigos de modelo en el rango 6000, lo que significa que se clasificaron como autobuses en lugar de automóviles. Etsong, con la intención de que el Maestro se convirtiera en un "automóvil popular de Qingdao", también desarrolló una versión "MPV", que era simplemente una camioneta Maestro con ventanas laterales y asientos traseros instalados. Los Etsongs están equipados con el motor Toyota 8A-FE de 1,342 cc.
En 2003, los derechos pasaron a First Automobile Works, que introdujo una variante Maestro con frontal Montego, el Lubao CA 6410, y una furgoneta, el Jiefang CA 6440 UA. Los Lubao fueron mostrado por primera vez en mayo de 2003. En 2008, el Maestro Van fue relanzado como Yema SQJ6450 (Yema F-series) por Sichuan Auto Industry Group Company Ltd. que había comprado las herramientas de FAW. SGMW se hizo cargo de Etsong en el verano de 2005. La fábrica ahora se usa para producir autos pequeños y camionetas para SGMW.